# Indiumphosphid
Indiumphosphid ist eine Halbleiterverbindung aus der Gruppe der binären III-V-Verbindungshalbleiter, die in der Hochfrequenztechnik für Laser für die dämpfungsarme langreichweitige Datenkommunikation um 1550 nm über Glasfaserkabel, in der Hochleistungselektronik sowie der Herstellung von Integrierten Schaltkreisen (Sandwich-Chips) mit Taktfrequenzen bis 1 THz und darüber und bei Bauelementen im Bereich der Hochfrequenztechnik wie der Gunndiode eingesetzt wird. Grund für diese Einsatzbereiche ist die gegenüber Silicium sehr hohe Elektronenbeweglichkeit im Gitter. 
Indiumphosphid besitzt eine direkte Bandlücke, wodurch die Verbindung für Laserdioden, LEDs, Detektoren und andere Anwendungen im Bereich der Optoelektronik gut geeignet ist. Weiterhin eignet sich Indiumphosphid als Basismaterial für photonische Kristalle.

## Vorkommen
Indiumphosphid ist eine künstlich hergestellte Verbindung. Von den beiden Bestandteilen ist Indium, im Gegensatz zum Phosphor, ein seltenes Element.

## Gewinnung und Darstellung
InP-basierte Bauelementschichten werden derzeit in der Regel auf InP-Substraten, die als Einkristalle hergestellt werden, mittels der metallorganischen Gasphasenepitaxie gewachsen. Seltener kommen auf der Molekularstrahlepitaxie basierende Verfahren zum Einsatz, mit denen sich reinere Schichten und hochwertigere Grenzflächen realisieren lassen.

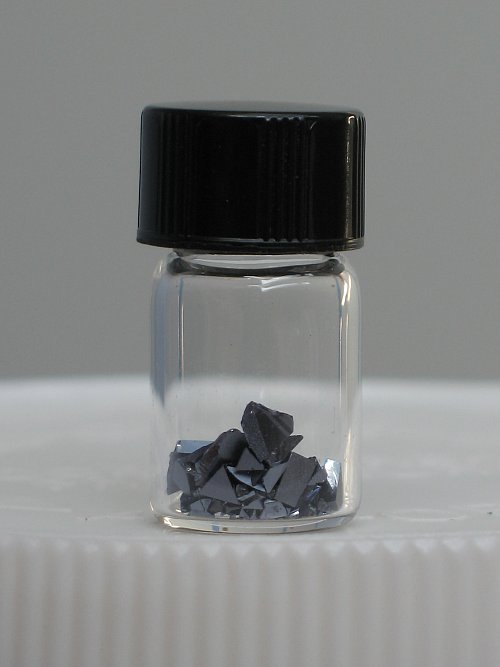
Indiumphosphid: Kristalle
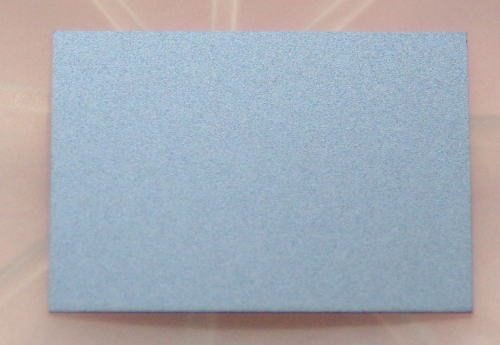
Indiumphosphid: polierte Seite oben
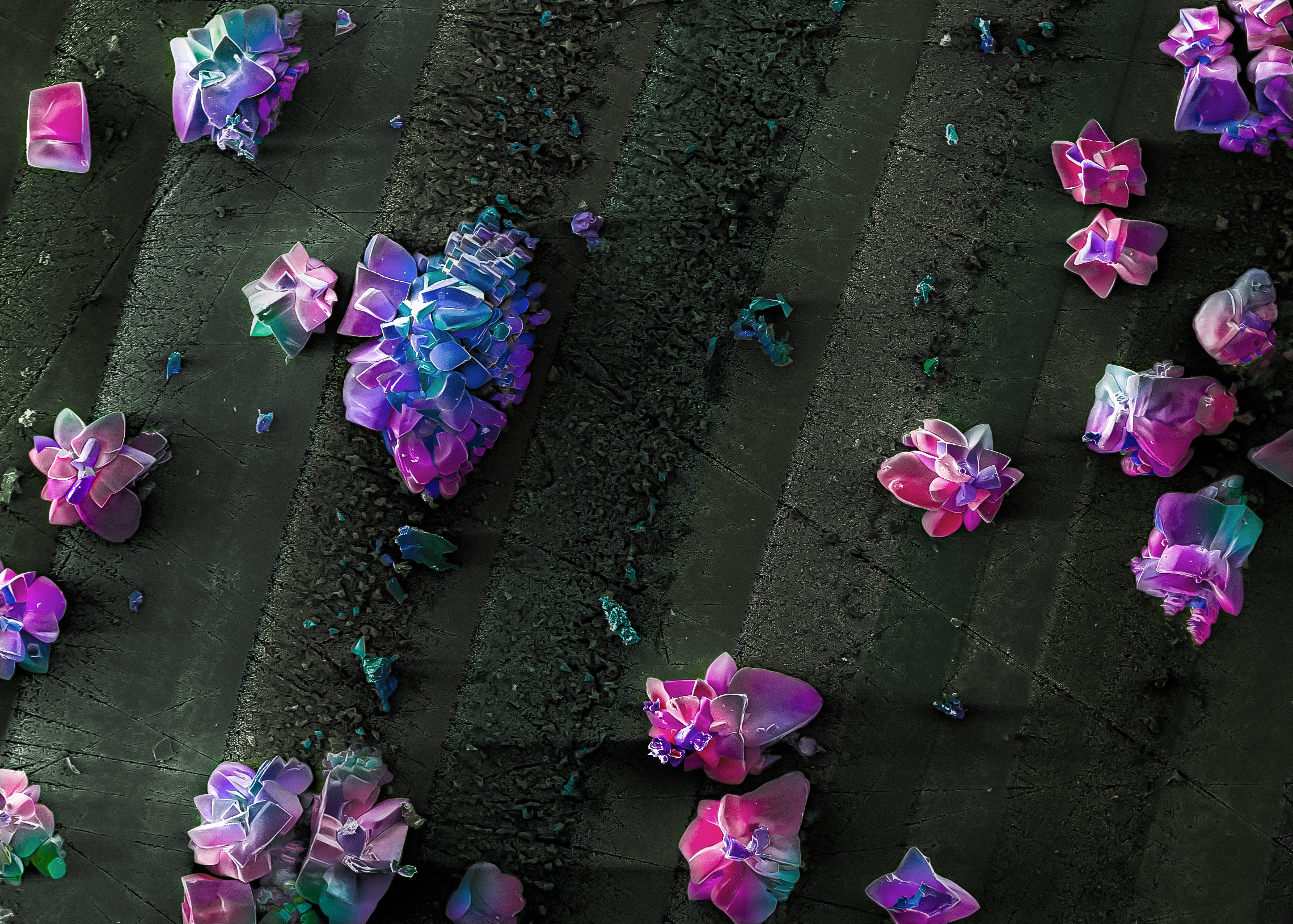
Nanokristall-Oberfläche, Elektronenmikroskop-Aufnahme, die gewachsenen Indiumoxidbereiche sind künstlich eingefärbt.

## Eigenschaften
Die temperaturabhängige Bandlücke hat bei 300 K (ca. 27 °C) einen Wert von 1,34 eV.

## Sicherheitshinweise
Indiumphosphid ist als krebserregend eingestuft.